# Williams FW07
A Williams FW07 egy Formula–1-es versenyautó, melyet a Williams csapat tervezett és indított az 1979-es Formula–1 világbajnokságban. Különféle alváltozataival egészen 1982-ig versenyben volt. 1980-ban a RAM Racing is megvásárolt egy kasztnit és azzal versenyeztek.
Az autókat 1979-ben Alan Jones és Clay Regazzoni vezette, 1980-ban pedig a Regazzoni helyére kerülő Carlos Reutemann. Ebben az idényben Jones egyéni világbajnok lett, a Williams pedig konstruktőri bajnok. 1981-ben változatlan volt a pilótapárosuk, 1982-ben pedig Reutemann mellett Keke Rosberg és Mario Andretti is vezethették. A RAM Racingnél 1980-ban Rupert Keegan, Kevin Cogan, Geoff Lees és Desiré Wilson vezethették, 1981-ben pedig Emilio de Villota vezethette volna saját nevezéssel egy futamon, de visszalépett.

## Áttekintés
Az autó kasztnija a Lotus 79-esen alapult, ugyanabban a szélcsatornában tesztelték, mint azt a modellt. Egyes megfigyelések szerint szinte ugyanarról az autóról volt szó, csak a Williams kasztnija merevebb volt. Az egyszerű kivitelű, kicsi és könnyű autót a jól bevált Ford-Cosworth DFV motorok hajtották. Már az 1979-es bajnoki idényben úgy tűnt, hogy erős kihívó lehet, ám még nem volt egészen kiforrott, és sok volt a megbízhatósági gond. Frank Dernie és a tervezőcsapat azon volt, hogy a szívóhatást (ground effect) a lehető legnagyobbra növelje, némiképp hasonló módon, mint ahogy a Lotus 80 tette. Ennek érdekében az autó egész padlólemeze aerodinamikai elemmé vált, szükségtelenné téve szárnyak alkalmazását. Csakhogy a Lotus 80 esetében átestek a tervezői a ló túloldalára, ezért a Team Lotus, Colin Chapman utasítására már az ikerkasztnis, utóbb betiltott Lotus 88 fejlesztésébe kezdett.
A brit nagydíjra Dernie-ék végre elkészítették azt a rendszert, amely a maximális szívóhatás elérése érdekében az autó oldalán lévő szoknyákat mindig lent tartotta. Eközben megoldották azt is, hogy ne legyenek sehol rések az autó alján. A technika olyan jól működött, hogy Jones nemcsak hogy pole pozíciót szerzett, de mindjárt 2 másodperccel gyorsabb is volt, mint a legközelebbi rivális. A versenyt Regazzoni nyerte, a következő három futamot pedig Jones, majd még Kanadában is egyet. Az 1979-es idény második felében a Williams autói szinte legyőzhetetlenek voltak, egyedül a két Ferrari, valamint a Ligier pilótája, Jacques Laffitte volt rájuk veszélyes. Mivel az idény első fele nem sikerült a csapat számára túl jól, ezért nem lehettek világbajnokok.
1980-ban az autó átépített, FW07B változatával versenyeztek. Ekkorra a kasztni már annyira hatékonnyá vált, hogy első szárnyra nem is volt szükségük. A francia nagydíjtól kezdve a Judd által továbbfejlesztett DFV-motorokat használták, amely nagyobb fordulatszámra volt képes, és erőben is alig pár lóerő lett a lemaradása a turbómotorokkal szemben. A Williams számára előnyös volt továbbá a kisebb üzemanyagtank is. A csapat több győzelmet is aratott, Alan Jones és a Williams is világbajnokok lettek az idény végén.
1981-ben betiltották a szívóhatás termelésében nagy szerepet játszó szoknyákat, ezért az autót újra át kellett tervezni, ezúttal FW07C néven. Hidraulikus felfüggesztést használtak, hogy fenntartsák a korábbi kedvező hatásokat, viszont ez kőkemény volt, és nagyon kényelmetlenné tette a vezetést. Alan Jones egyáltalán nem volt megelégedve vele, ezért az idényt követően távozott is a sportágból. Ebben az évben Reutemann volt a világbajnoki kihívó, de mindkét pilóta komoly technikai problémával küzdött, amely miatt mindkét bajnoki cím elúszott. Ennek oka az volt, hogy az autóra ható hatalmas, a gyorsításkor ható erők olyan erővel csapták az autóban lévő üzemanyagot annak falához, hogy az meggátolta, hogy az üzemanyagpumpa megfelelően ellássa a feladatát.
1982 első néhány futamán is ezt az autót használták, Reutemann és Rosberg egy-egy dobogót szereztek vele.
Készült egy FW07D altípus is, mindössze egyetlen példányban. Mivel a Williamsnek nem volt turbómotorja, ezéet alternatív megoldásokat kerestek, így építették meg a saját hatkerekű versenyautójukat (két első és négy kisebb hátsó, hajtott kerékkel). 1981 végén teszteltek vele, de soha nem vetették be élesben.

## Utóélete
Az FW07-esből egy példány a Williams Heritage Collection tulajdonát képezi, kettő pedig szaúd-arábiai magántulajdonban van, átépítve. Az FW07B-ből az egyik szintén a Williams tulajdonában van, a másik Argentínában, a Juan Manuel Fangio Múzeum Reutemann-nal foglalkozó szekciójában. Kettő brit gyűjtők magántulajdonában van. Egy példányt még 1981-ben Bobby Hillin vásárolt meg, aki átépítette a CART és az Indy 500 szabályrendszerének megfelelően, és Longhorn LR02 néven versenyeztette. Az autót Al Unser vezette, amivel Mexikóban második lett, az Indy 500-on pedig tizenhetedik. 1985-ben újra átépítették, ekkor Can-Am autónak, és egy 5 literes Chevrolet motort kapott. Később az SCCA bajnokságba került, sorsa ismeretlen.
Az FW07C-ből egy példány szintén a Williams tulajdona, két példány brit, egy olasz, és egy amerikai gyűjtőnél van.

## Eredmények
Félkövérrel jelölve a pole pozíció, dőlt betűvel a leggyorsabb kör.
| Év   | Csapat                       | Kasztni    | Motor             | Gumik | Pilóták           | 1   | 2   | 3   | 4   | 5   | 6   | 7   | 8   | 9   | 10  | 11  | 12  | 13  | 14  | 15  | 16  | Pontok | Helyezés |
| ---- | ---------------------------- | ---------- | ----------------- | ----- | ----------------- | --- | --- | --- | --- | --- | --- | --- | --- | --- | --- | --- | --- | --- | --- | --- | --- | ------ | -------- |
| 1979 | Albilad-Saudia Racing Team   | FW07       | Ford Cosworth DFV | G     |                   | ARG | BRA | RSA | USW | ESP | BEL | MON | FRA | GBR | GER | AUT | NED | ITA | CAN | USA |     | 75*    | 2.       |
| 1979 | Albilad-Saudia Racing Team   | FW07       | Ford Cosworth DFV | G     | Alan Jones        |     |     |     |     | KI  | KI  | KI  | 4   | KI  | 1   | 1   | 1   | 9   | 1   | KI  |     | 75*    | 2.       |
| 1979 | Albilad-Saudia Racing Team   | FW07       | Ford Cosworth DFV | G     | Clay Regazzoni    |     |     |     |     | KI  | KI  | 2   | 6   | 1   | 2   | 5   | KI  | 3   | 3   | KI  |     | 75*    | 2.       |
| 1980 | Albilad-Saudia Racing Team   | FW07 FW07B | Ford Cosworth DFV | G     |                   | ARG | BRA | RSA | USW | BEL | MON | FRA | GBR | GER | AUT | NED | ITA | CAN | USA |     |     | 120    | 1.       |
| 1980 | Albilad-Saudia Racing Team   | FW07 FW07B | Ford Cosworth DFV | G     | Alan Jones        | 1   | 3   | KI  | KI  | 2   | KI  | 1   | 1   | 3   | 2   | 11  | 2   | 1   | 1   |     |     | 120    | 1.       |
| 1980 | Albilad-Saudia Racing Team   | FW07 FW07B | Ford Cosworth DFV | G     | Carlos Reutemann  | KI  | KI  | 5   | KI  | 3   | 1   | 6   | 3   | 2   | 3   | 4   | 3   | 2   | 2   |     |     | 120    | 1.       |
| 1980 | RAM Penthouse Rizla Racing   | FW07       | Ford Cosworth DFV | G     | Rupert Keegan     |     |     |     |     |     |     |     | 11  | NK  | 15  | NK  | 11  | NK  | 9   |     |     | 120    | 1.       |
| 1980 | RAM Rainbow Jeans Racing     | FW07       | Ford Cosworth DFV | G     | Kevin Cogan       |     |     |     |     |     |     |     |     |     |     |     |     | NK  |     |     |     | 120    | 1.       |
| 1980 | RAM Theodore                 | FW07       | Ford Cosworth DFV | G     | Geoff Lees        |     |     |     |     |     |     |     |     |     |     |     |     |     | NK  |     |     | 120    | 1.       |
| 1980 | Brands Hatch Racing          | FW07       | Ford Cosworth DFV | G     | Desiré Wilson     |     |     |     |     |     |     |     | NK  |     |     |     |     |     |     |     |     | 120    | 1.       |
| 1981 | TAG Williams Racing Team     | FW07C      | Ford Cosworth DFV | M G   |                   | USW | BRA | ARG | SMR | BEL | MON | ESP | FRA | GBR | GER | AUT | NED | ITA | CAN | CPL |     | 95     | 1.       |
| 1981 | TAG Williams Racing Team     | FW07C      | Ford Cosworth DFV | M G   | Alan Jones        | 1   | 2   | 4   | 12  | KI  | 2   | 7   | 17  | KI  | 11  | 4   | 3   | 2   | KI  | 1   |     | 95     | 1.       |
| 1981 | Albilad Williams Racing Team | FW07C      | Ford Cosworth DFV | M G   | Carlos Reutemann  | 2   | 1   | 2   | 3   | 1   | KI  | 4   | 10  | 2   | KI  | 5   | KI  | 3   | 10  | 8   |     | 95     | 1.       |
| 1981 | Equipe Banco Occidental      | FW07       | Ford Cosworth DFV | M     | Emilio de Villota |     |     |     |     |     |     | VL  |     |     |     |     |     |     |     |     |     | 95     | 1.       |
| 1982 | TAG Williams Racing Team     | FW07C      | Ford Cosworth DFV | G     |                   | RSA | BRA | USW | SMR | BEL | MON | DET | CAN | NED | GBR | FRA | GER | AUT | SUI | ITA | CPL | 58*    | 4.       |
| 1982 | TAG Williams Racing Team     | FW07C      | Ford Cosworth DFV | G     | Carlos Reutemann  | 2   | KI  |     |     |     |     |     |     |     |     |     |     |     |     |     |     | 58*    | 4.       |
| 1982 | TAG Williams Racing Team     | FW07C      | Ford Cosworth DFV | G     | Keke Rosberg      | 5   | KIZ | 2   |     |     |     |     |     |     |     |     |     |     |     |     |     | 58*    | 4.       |
| 1982 | TAG Williams Racing Team     | FW07C      | Ford Cosworth DFV | G     | Mario Andretti    |     |     | KI  |     |     |     |     |     |     |     |     |     |     |     |     |     | 58*    | 4.       |

* 4 pontot az FW06-ossal szereztek
* 44 pontot az FW08-assal szereztek

## Forráshivatkozások
1. ↑  https://www.autosport.com/f1/feature/10985/f1-fastest-and-slowest-williams-rollercoaster-ride
2. ↑  8W - When? - The FISA-FOCA war. 8w.forix.com. (Hozzáférés: 2025. április 14.)
3. ↑  Williams F1 - The All Time Greatest Williams Drivers 2. m.f1network.net. (Hozzáférés: 2025. április 14.)
4. ↑  Remembering the Williams F1 six-wheeler | YallaF1.com. web.archive.org, 2011. március 23. [2011. március 23-i dátummal az eredetiből archiválva]. (Hozzáférés: 2025. április 14.)
5. ↑  Longhorn Williams to return (brit angol nyelven). Motor Sport Magazine, 2014. július 7. (Hozzáférés: 2025. április 14.)
6. 1 2  Fagnan, René: Inusité : La Longhorn LR02 - Une Williams F1 modifiée pour rouler en IndyCar ! (francia nyelven). www.poleposition.ca. (Hozzáférés: 2025. április 14.)
7. ↑  Longhorn LR02 - Racing Sports Cars. www.racingsportscars.com. (Hozzáférés: 2025. április 14.)